# Zoanthus sinensis
Zoanthus sinensis is een Zoanthideasoort uit de familie van de Zoanthidae. De wetenschappelijke naam van de soort is voor het eerst geldig gepubliceerd in 1998 door Zunan.